# Neochactas jaspei
Espèce
Synonymes
- Broteochactas jaspei González-Sponga, 1993

Neochactas jaspei est une espèce de scorpions de la famille des Chactidae.

## Distribution
Cette espèce est endémique de l'État de Bolívar au Venezuela. Elle se rencontre vers Piar.

## Systématique et taxinomie
Cette espèce a été décrite sous le protonyme Broteochactas jaspei par González-Sponga en 1993. Elle est placée dans le genre Neochactas par Soleglad et Fet en 2003.

## Étymologie
Cette espèce est nommée en l'honneur de Luis Jaspe.

## Publication originale
- González-Sponga, 1993 : Arácnidos de Venezuela. Cinco nueva especies del Parque Nacional Canaima, Edo. Bolívar (Scorpionida: Chactidae). Boletín de la Academia de Ciencias Físicas, Matemáticas y Naturales, vol. 53, no 173/174, p. 77-106.